# Sami Frashëri
Sami bey Frashëri (turco: Şemseddin Sami Bey; 1º de junho de 1850 - 18 de junho de 1904), ou Şemseddin Sâmi, foi um escritor, lexicógrafo, filósofo, dramaturgo e figura proeminente do Rilindja Kombëtare, movimento de Renascimento Nacional da Albânia, juntamente com seus dois irmãos, Abdyl e Naim. Também apoiou o nacionalismo turco contra sua contraparte otomana, e também o secularismo (anticlericalismo ou laicismo) contra a teocracia.
Frashëri era um dos filhos de um bei empobrecido de Frashër (Fraşer, durante o domínio otomano), no distrito de Përmet. Conquistou um lugar na literatura otomana como autor de talento sob o nome Şemseddin Sami Efendi, e contribuiu para as reformas do idioma turco otomano.

No entanto, a mensagem de Frashëri, conforme exposta em seu livro Albânia - O que foi, o que é e o que virá a ser, publicado em 1899, tornou-se o manifesto do Rilindja Kombëtare. Frashëri discutiu as perspectivas de uma república da Albânia unida, livre e independente. Dessa forma, partindo de uma demanda por autonomia e educação e pela luta por seu próprio alfabeto, Frashëri ajudou o Movimento Nacional Albanês a desenvolver uma reivindicação de independência. Seu objetivo de vida, assim como o de muitos outros membros do renascimento albanês, era desenvolver e aprimorar a cultura da Albânia e, por fim, estabelecer um país independente.